# صموئيل بيلي
صموئيل بيلي (بالإنجليزية: Samuel Bailey)‏ (و. 1791 – 1870 م) هو اقتصادي، وفيلسوف، وكاتب من المملكة المتحدة لبريطانيا العظمى وأيرلندا، ومملكة بريطانيا العظمى، ولد في شفيلد، توفي في شفيلد، عن عمر يناهز 79 عاماً.

## روابط خارجية
- صموئيل بيلي على موقع الموسوعة البريطانية (الإنجليزية)
- صموئيل بيلي على موقع إن إن دي بي (الإنجليزية)